# بریجیته فتسر
بریجیته فتسر (آلمانی: Brigitte Fetzer؛ زادهٔ ۱۷ مهٔ ۱۹۵۶) بازیکن والیبال اهل آلمان بود.